# العلاقات الإثيوبية التنزانية
العلاقات الإثيوبية التنزانية هي العلاقات الثنائية التي تجمع بين إثيوبيا وتنزانيا.

## مقارنة بين البلدين
هذه مقارنة عامة ومرجعية للدولتين:
| وجه المقارنة                                              | إثيوبيا                        | تنزانيا                        |
| --------------------------------------------------------- | ------------------------------ | ------------------------------ |
| المساحة (كم2)                                             | 1.10 مليون                     | 947.30 ألف                     |
| عدد السكان (نسمة)                                         | 104.96 مليون                   | 57.31 مليون                    |
| الكثافة السكانية (ن./كم²)                                 | 95.42                          | 60.5                           |
| العاصمة                                                   | أديس أبابا                     | دودوما                         |
| اللغة الرسمية                                             | اللغة الأمهرية                 | اللغة السواحلية، لغة إنجليزية  |
| العملة                                                    | بير إثيوبي                     | شيلينغ تانزاني                 |
| الناتج المحلي الإجمالي (بليون دولار)                      | 80.56 مليار                    | 52.09 مليار                    |
| الناتج المحلي الإجمالي (تعادل القوة الشرائية) بليون دولار | 161.90 مليار                   | 138.73 مليار                   |
| الناتج المحلي الإجمالي الاسمي للفرد دولار أمريكي          | 619                            | 878                            |
| الناتج المحلي الإجمالي للفرد دولار أمريكي                 | 1.50 ألف                       | 2.54 ألف                       |
| مؤشر التنمية البشرية                                      | 0.442                          | 0.521                          |
| رمز المكالمات الدولي                                      | +251                           | +255                           |
| رمز الإنترنت                                              | .et                            | .tz                            |
| المنطقة الزمنية                                           | ت ع م+03:00، توقيت شرق أفريقيا | ت ع م+03:00، توقيت شرق أفريقيا |

## منظمات دولية مشتركة
يشترك البلدان في عضوية مجموعة من المنظمات الدولية، منها:
| علم المنظمة | اسم المنظمة                                                | تاريخ انضمام إثيوبيا | تاريخ انضمام تنزانيا |
| ----------- | ---------------------------------------------------------- | -------------------- | -------------------- |
|             | الاتحاد البريدي العالمي                                    | ?                    | ?                    |
|             | مؤسسة التنمية الدولية                                      | 11 أبريل 1961        | 6 نوفمبر 1962        |
|             | منظمة حظر الأسلحة الكيميائية                               | ?                    | ?                    |
|             | الأمم المتحدة                                              | 13 نوفمبر 1945       | 14 ديسمبر 1961       |
|             | الاتحاد الأفريقي                                           | ?                    | 16 يناير 1964        |
|             | وكالة ضمان الاستثمار متعدد الأطراف                         | 13 أغسطس 1991        | 19 يونيو 1992        |
|             | منظمة الشرطة الجنائية الدولية                              | ?                    | ?                    |
|             | مؤسسة التمويل الدولية                                      | 20 يوليو 1956        | 10 سبتمبر 1962       |
|             | مجموعة دول أفريقيا والكاريبي والمحيط الهادئ                | ?                    | ?                    |
|             | البنك الدولي للإنشاء والتعمير                              | 27 ديسمبر 1945       | 10 سبتمبر 1962       |
|             | الاتحاد الدولي للاتصالات                                   | 20 فبراير 1932       | 31 أكتوبر 1962       |
|             | البنك الإفريقي للتنمية                                     | ?                    | ?                    |
|             | العملية المشتركة للاتحاد الأفريقي والأمم المتحدة في دارفور | ?                    | ?                    |
|             | يونسكو                                                     | 1 يوليو 1955         | 6 مارس 1962          |

## وصلات خارجية
- موقع وزارة الخارجية الإثيوبية
- موقع وزارة الخارجية التنزانية